# Gorod pervoj ljubvi
Gorod pervoj ljubvi (russisk: Город первой любви) er en sovjetisk spillefilm fra 1970 af Manos Zakharias og Boris Jasjin.

## Medvirkende
- Boris Galkin som Filipp
- Marija Vandova
- Natalja Gvozdikova som Tanja Preobrazjenskaja
- Natalja Jegorova som Vika
- Lidija Konstantinova som Lilja